# Герасимов, Вадим Анатольевич
Вади́м Анато́льевич Гера́симов (1921—1943) — старший сержант Рабоче-крестьянской Красной Армии, участник Великой Отечественной войны, Герой Советского Союза (1944).

## Биография
Родился 16 февраля 1921 года в Ижевске в рабочей семье. Русский. В 1924 году вместе с семьёй переехал в город Сызрань Куйбышевской области. Окончил шесть классов, после чего работал учеником слесаря-инструментальщика на заводе, одновременно продолжая учёбу. В июле 1940 года был призван на службу в Рабоче-крестьянскую Красную Армию. Проходил службу на Дальнем Востоке. Осенью 1942 года в составе группы прибыл в Челябинск, был зачислен в лыжный батальон. С 20 февраля 1943 года — на фронтах Великой Отечественной войны. Принимал участие в боях на Северо-Западном, Центральном и Воронежском фронтах. В звании гвардии старшего сержанта Герасимов был старшим телефонистом взвода связи 4-го гвардейского воздушно-десантного полка 2-й гвардейской воздушно-десантной дивизии 60-й армии Воронежского фронта. Отличился во время битвы за Днепр.
В октябре 1943 года в составе передовых подразделений дивизии переправился через Днепр в районе села Губин Чернобыльского района Киевской области Украинской ССР. 4-11 октября он обеспечивал бесперебойную связь командования полка с подразделениями дивизии, два раза прокладывал телефонные кабели, пять раз устранял повреждения несмотря на близость противника. Выйдя на очередное исправление, заметил приближающиеся немецкие подразделения, которые пытались атаковать позиции батальона с тыла. Он бросился на командный пункт, чтобы доложить об этом. По пути он нашёл пулемёт 8-й роты своего полка, расчёт которого ранее погиб, и выдвинулся с ним на опушку леса. Подпустив противника на расстояние около 100 метров, открыл огонь, уничтожив более 100 вражеских солдат и офицеров. В бою он дважды был ранен, но продолжал стрелять. Командование, услышав интенсивную стрельбу в тылу, выслало взвод автоматчиков, которые заставили противника отступить. Был отправлен в госпиталь, где 12 декабря 1943 года он скончался от полученных ранений.
Указом Президиума Верховного Совета СССР «О присвоении звания Героя Советского Союза генералам, офицерскому, сержантскому и рядовому составу Красной Армии» от 10 января 1944 года за «образцовое выполнение боевых заданий командования на фронте борьбы с немецко-фашистскими захватчиками и проявленные при этом отвагу и геройство» был удостоен посмертно высокого звания Героя Советского Союза. Также был награждён орденами Ленина и Красной Звезды.
В Сызрани установлен памятник Герасимову.